# Молния (фильм, 1950)
«Молния» (англ. Chain Lightning) — голливудский фильм 1950 года с Хамфри Богартом в главной роли, военная драма Стюарта Хейслера по книге Лестера Коула «Эти долгие годы» (These Many Years).

## Сюжет
После войны пилот Мэтт Бреннан (Хамфри Богарт) ищет работу и находит её в Европе. Теперь он лётчик-испытатель и работает на Лиланда Уиллиса (Рэймонд Мэсси). Здесь же он встречает Джо (Элеанор Паркер), девушку из Красного Креста, с которой у него были романтические отношения во время войны. Карл Трокселль (Ричард Уорф) хочет продать Вооружённым силам новую разработку — кресло-катапульту и Мэтта нанимают для демонстрации прототипа сверхзвукового самолёта JA-4 (JA-3), не оборудованного спасательным креслом. Мэтт считает эту затею небезопасной…

## В ролях
- Хамфри Богарт — подполковник Мэтт Бреннан
- Элинор Паркер — Джо Холлоуэй
- Рэймонд Мэсси — Лиланд Уиллис
- Ричард Уорф — Карл Трокселль
- Джеймс Браун — майор Хинкль
- Рой Робертс — генерал-майор Хьюитт
- Моррис Анкрум — Эд Боствик
- Фэй Бэйкер — миссис Уиллис
- Фред Шерман — Джеб Фэрли